# Vila Verde
Vila Verde ('vilɐ 'veɾd(ɨ)) è un comune portoghese di 46 579 abitanti situato nel distretto di Braga.

## Società

### Evoluzione demografica
| Popolazione di Vila Verde (1864 – 2004) | Popolazione di Vila Verde (1864 – 2004) | Popolazione di Vila Verde (1864 – 2004) | Popolazione di Vila Verde (1864 – 2004) | Popolazione di Vila Verde (1864 – 2004) | Popolazione di Vila Verde (1864 – 2004) | Popolazione di Vila Verde (1864 – 2004) | Popolazione di Vila Verde (1864 – 2004) | Popolazione di Vila Verde (1864 – 2004) |
| --------------------------------------- | --------------------------------------- | --------------------------------------- | --------------------------------------- | --------------------------------------- | --------------------------------------- | --------------------------------------- | --------------------------------------- | --------------------------------------- |
| 1864                                    | 1900                                    | 1930                                    | 1960                                    | 1981                                    | 1991                                    | 2001                                    | 2011                                    |                                         |
| 31442                                   | 32053                                   | 36990                                   | 42256                                   | 44432                                   | 44056                                   | 46579                                   | 47888                                   |                                         |

## Suddivisioni amministrative
Dal 2013 il concelho (o município, nel senso di circoscrizione territoriale-amministrativa) di Vila Verde è suddiviso in 33 freguesias principali (letteralmente, parrocchie).

### Freguesias
1. Aboim da Nóbrega: Aboim da Nóbrega, Gondomar
2. Atães: Atães, Covas, Penascais, Valões, Codeceda
3. Valbom (São Martinho): Valbom (São Martinho), Passó, Valbom (São Pedro)
4. Oriz (Santa Marinha) / Oriz (São Miguel): Oriz (Santa Marinha), Oriz (São Miguel)
5. Sande: Sande, Vilarinho, Barros, Gomide
6. Pico de Regalados / Mós: Pico de Regalados, Gondiães, Mós
7. Esqueiros / Nevogilde / Travassós: Esqueiros, Nevogilde, Travassós
8. Carreiras (São Miguel) / Carreiras (Santiago): Carreiras (São Miguel), Carreiras (Santiago)
9. Duas Igrejas: Duas Igrejas, Rio Mau, Goães, Godinhaços, Pedregais, Azões, Portela das Cabras
10. Marrancos / Arcozelo: Marrancos, Arcozelo
11. Escariz (São Mamede) / Escariz (São Martinho): Escariz (São Mamede), Escariz (São Martinho)
12. Vila Verde / Barbudo: Vila Verde, Barbudo
13. Atiães
14. Cabanelas
15. Cervães
16. Coucieiro
17. Dossãos
18. Freiriz
19. Geme
20. Lage, anteriormente Laje
21. Lanhas
22. Loureira
23. Moure
24. Oleiros
25. Parada de Gatim
26. Pico
27. Ponte
28. Prado (São Miguel)
29. Sabariz
30. Soutelo
31. Turiz
32. Valdreu
33. Vila de Prado

## Luoghi d'interesse
- Torre di Penegate